# Марёвское сельское поселение
Марёвское се́льское поселе́ние — упразднённое муниципальное образование в Марёвском муниципальном районе Новгородской области России.
Административный центр — село Марёво.
Упразднено в марте 2020 года Марёвский район в связи с преобразованием муниципального района в муниципальный округ. Оно соответствует административно-территориальной единице Марёвское поселение Марёвского района.

## География
Территория поселения расположена на юге Новгородской области на Валдайской возвышенности.

## История
Марёвское сельское поселение было образовано законом Новгородской области от 17 января 2005 года № 401-ОЗ, Марёвское поселение — законом Новгородской области от 11 ноября 2005 года № 559-ОЗ.
12 апреля 2010 года в Марёвское сельское поселение (помимо села Марёво) были включены все населённые пункты (24 деревни) упразднённого Липьевского сельского поселения.

## Население
| 2010 | 2012  | 2013  | 2014  | 2015  | 2016  | 2017  |
| ---- | ----- | ----- | ----- | ----- | ----- | ----- |
| 2691 | ↘2622 | ↘2615 | ↗2625 | ↗2629 | ↘2595 | ↗2607 |

## Населённые пункты
В состав поселения входят 25 населённых пунктов.
| №  | Населённый пункт | Тип населённого пункта | Население |
| -- | ---------------- | ---------------------- | --------- |
| 1  | Афаносово        | деревня                | 36        |
| 2  | Большое Дёмкино  | деревня                | 9         |
| 3  | Владычно         | деревня                | 1         |
| 4  | Липье            | деревня                | 270       |
| 5  | Луг              | деревня                | 2         |
| 6  | Малое Дёмкино    | деревня                | 5         |
| 7  | Манцы            | деревня                | 0         |
| 8  | Марёво           | село                   | ↘2297     |
| 9  | Морозово         | деревня                | 2         |
| 10 | Новое Гридино    | деревня                | 3         |
| 11 | Новое Лукошкино  | деревня                | 4         |
| 12 | Ольшанка         | деревня                | 0         |
| 13 | Осиновик         | деревня                | 0         |
| 14 | Поленовщина      | деревня                | 3         |
| 15 | Поповка          | деревня                | 15        |
| 16 | Рудаково         | деревня                | 0         |
| 17 | Слатино          | деревня                | 9         |
| 18 | Смыково          | деревня                | 1         |
| 19 | Старое Гридино   | деревня                | 7         |
| 20 | Старое Лукошкино | деревня                | 1         |
| 21 | Старь            | деревня                | 17        |
| 22 | Сухая Нива       | деревня                | 3         |
| 23 | Татары           | деревня                | 0         |
| 24 | Хвалёво          | деревня                | 1         |
| 25 | Шинково          | деревня                | 5         |

## Транспорт
По территории поселения проходит автодорога из Марёва в Демянск.